# Одержимость (фильм, 2006)
«Одержимость» (англ. Irresistible) — психологический триллер с голливудскими звездами первой величины Сьюзан Сарандон, Сэмом Ниллом и Эмили Блант в главных ролях.

## Сюжет
Софи и Крейг живут счастливой семейной жизнью в роскошном доме. Крейг занят на любимой работе, а Софи каждый вечер ждет его возвращения.
Софи не дает покоя одна мысль. Ей кажется, что кто-то её преследует, наблюдает за ней. У неё начинают пропадать вещи. Встретившаяся обаятельная коллега её мужа Мара вызывает подозрения после того, как заходит к ней в гости в том самом платье, которое у неё пропало. Для мужа её доводы кажутся неубедительными, и Софи начинает собственное расследование. Она проникает в дом Мары и находит там пропавшую игрушку её дочери, но Мара обнаруживает её и подает в суд. В результате Софи официально запрещено приближаться к Маре, но вскоре Мара «по работе» оказывается в доме Софи в отсутствие хозяйки, что ещё больше накаляет ситуацию. Все считают, что Софи сходит с ума.
После того, как у Софи пропадает кот, она находит его в доме Мары, но та запирает её в подвале, пытается соблазнить Крейга (их прерывает телефонный звонок), забирает девочек из школы и отвозит к себе домой. В подвале Софи обнаруживает доказательства своей правоты — свои пропавшие вещи, а также документы, из которых становится понятно, что Мара — дочь Софи, которую та (забеременев на выпускном) по настоянию своих родителей отдала в детский дом. Мара спускается в подвал, между ними происходит разговор, в конце которого Мара кидает бутылку со спиртным и поджигает. После небольшой драки Мара оказывается в огне. Софи спасает её, но приходит в себя уже в больнице и мирится с мужем. После разговора с Марой женщины помирились, и Софи обещает никогда больше не бросать дочь.
В последней сцене Мара приклеивает свою фотографию рядом с фотографией Софи и показывается сцена из её детства: уже погибшая подруга из детского дома Кейт клянется ей, что та может взять у неё все, что захочет. Примечательно, что Кейт — копия Софи, что наводит на мысль, что именно она, а не Мара, её дочь.

## В ролях
| Актёр           | Роль  |
| --------------- | ----- |
| Сьюзан Сарандон | Софи  |
| Сэм Нилл        | Крейг |
| Эмили Блант     | Мара  |
| Джорджи Паркер  | Джен  |
| Хезер Митчелл   | Рина  |

## Награды и премии
- 2007 год — номинация на премию «Australian Screen Sound Guild» в категории «Лучший саундтрек года»

## Производство
Производством картины занимались три киностудии:
- «Baker Street»
- «Film Finance»
- «Film Victoria», а также к работе привлекались другие студии, занимавшиеся цифровыми оптическими и визуальными эффектами